# Суддя Дредд (фільм, 2012)
«Суддя Дредд» (англ. Dredd) — науково-фантастичний фільм-бойовик із елементами постапокаліптики і антиутопії, знятий у 2012 році режисером Пітом Трейвісом, а також продюсером і автором сценарію Алексом Ґарлендом. У титульній ролі фільму знявся Карл Урбан. Фільм є римейком однойменного фільму 1995 року, хоча сюжет дуже віддалено повторює його. Фільм базується на персонажі Judge Dredd* циклу коміксів «2000 AD» і його творців — Джона Ваґнера і Карлоса Ескери.
У кінопрокат України фільм вийшов із російськомовним дубляжем 20 вересня 2012 року. Вперше з україномовним багатоголосим озвученням з'явилося у 2012 році від студії Омікрон на замовлення спільноти Toloka.

## Сюжет
У 2080 році, після ядерної війни, більшість території Сполучених Штатів стали пустелею. На східному узбережжі розташований мегаполіс Мегаситі, де процвітає злочинність. Порядок намагаються підтримувати Судді, що мають повноваження судити і страчувати правопорушників на місці. Судді-ветерану Дредду доручають оцінити кандидатку в Судді, Кассандру Андерсон. Вона володіє телепатією, проте, шолом приглушує її здібності. Дредд суворо попереджає Кассандру, що вона провалить перевірку, якщо винесе хибний вирок, втратить зброю або проявить непокору.
Тим часом містом поширюється наркотик «Слоу-мо», що сповільнює відчуття часу. Його поширює із 200-поверхового хмарочоса-квартала Маделін «Ма-Ма» Мадригал. Вона карає трьох нечесних наркодилерів, здерши з них шкіру та скинувши з висоти, але перед цим вводить їм «Слоу-мо», щоб вони довше страждали. Дредд і Кассандра розслідують їхню загибель і дізнаються про наркопритон Ма-Ма. Вирішивши здійснити набіг на лігво, вони заарештовують поплічника Ма-Ма на ім'я Кей. Кассандра телепатично відчуває, що той причетний до вбивства наркодилерів, і Дредд вирішує допитати Кея. У відповідь поплічники Ма-Ма захоплюють кімнату безпеки хмарочоса та блокують усі виходи заслінками, призначеними захищати будівлю від ядерного вибуху. Ма-Ма наказує жителям убити Суддів або сховатися і не втручатися.
Дредду та Кассандрі доводиться боротися проти десятків бандитів. Вони піднімаються все вище й тоді Ма-Ма наказує стріляти в них потужними кулеметами, внаслідок чого гине багато мешканців хмарочоса. Дредд і Кассандра проламують зовнішню стіну і викликають підкріплення. Розгніваний смертями невинних, Дредд намагається вибити з Кея інформацію, що не до вподоби Кассандрі. Вона психічно мучить Кея, щоб дізнатися про центр виробництва та розповсюдження «Слоу-мо». Дредд наполягає на негайному покаранні Ма-Ма. Пара озброєних підлітків протистоїть суддям, і, поки вони відволікаються, Кей звільняється та відбирає зброю в Кассандри, а потім тягне дівчину у ліфт. Прибувають Судді Вольт і Ґатрі, але виявляється, що заслінки на хмарочосі неможливо підняти ззовні.
Дредд прямує до сховку Ма-Ма, а вона кличе Суддів-зрадників Лекса, Каплана, Чана та Альвареза, які входять до хмарочоса. Кей намагається застрелити Кассандру з її ж пістолета, але зброя має захист на такий випадок і вибухає в його руках. Кассандра читає думки Каплана та вбиває його. Дредд здогадується, що прибулі Судді зрадники, і вбиває Чана та Альвареса. Лекс заганяє Дредда в тупик і ранить, але слідом злочинця вбиває Кассандра.
Добувши з розуму хакера коди доступу до лігва Ма-Ма, Кассандра дізнається, що хакер служив злочинцям під примусом, і щадить його. Дредд називає це помилковим рішенням, однак, Кассандра зазначає, зо вже провалила випробування, коли втратила зброю. Та Суддям ще потрібно завершити свою справу. Вони проникають у житло Ма-Ма, де вбивають більшість її спільників, але Кассандра зазнає поранення. Ма-Ма погрожує, що якщо Дредд уб'є її, то спрацює вибухівка, закладена на верхніх поверхах, яка знищить хмарочос. Дредд припускає, що сигнал від детонатора має малий радіус дії, тому скидає Ма-Ма донизу, перед цим змусивши вдихнути «Слоу-мо».
Правосуддя перемогло і до хмарочоса прибуває допомога. Дредд каже Кассандрі, що її випробування завершено. Вона здає свій значок, але Верховній Судді Дредд каже, що Кассандра пройшла випробування.
_____
*У перекладі команди «Гуртом» — наркотик названо «Ле́та» Див. Суддя Дредд/Dredd (2012) BDRip
**Суддя Дредд — вуличний Суддя світу Мега-сіті-1 із циклу коміксів «2000 AD». Див. Judge Dredd

## Ролі

### Головні герої

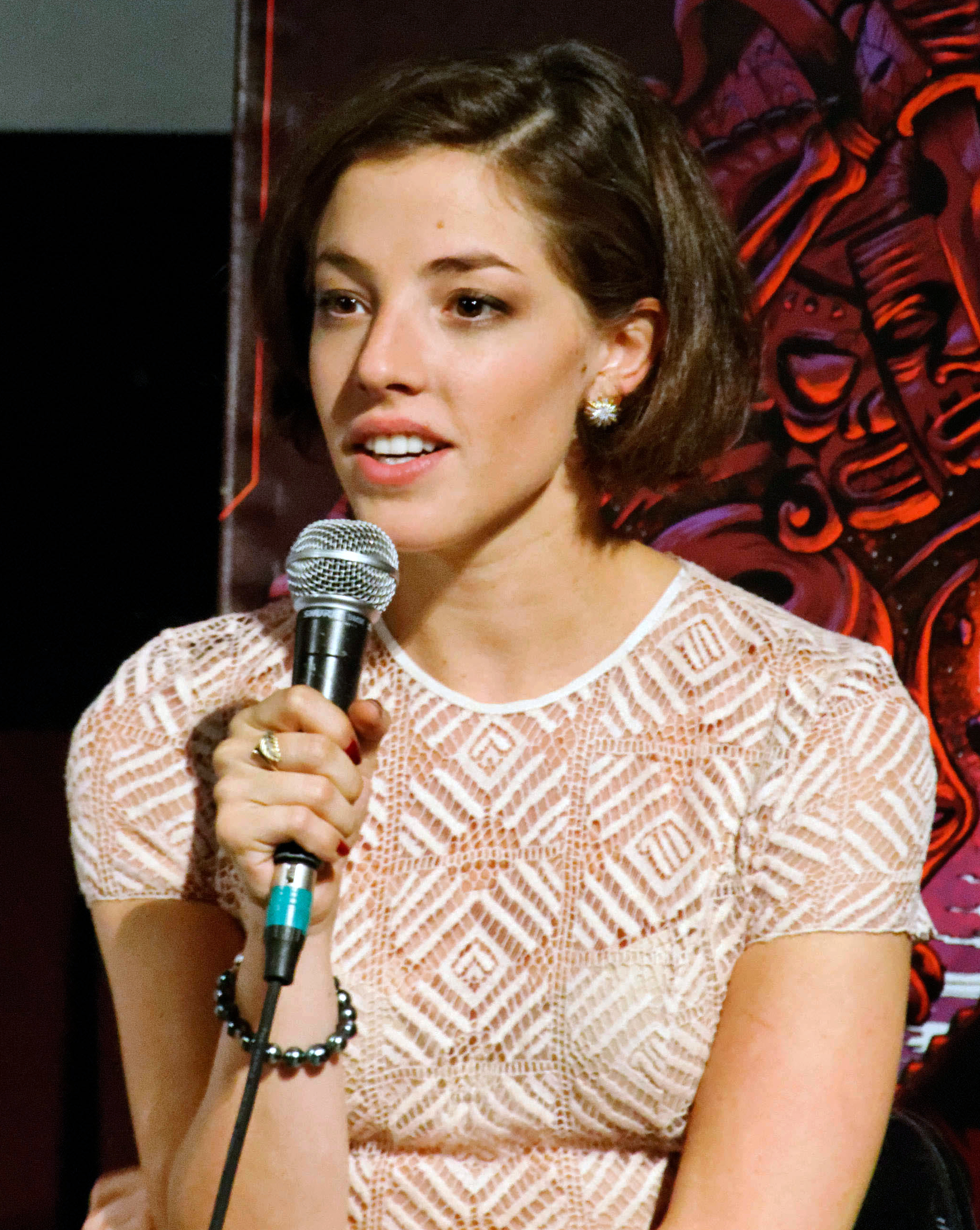
Олівія Тірлбі сприяє промоушену на Fantastic Fest 2012 року.

- Карл Урбан як Суддя Дредд:

славнозвісний і шанований Суддя. Продюсер Аллон Райх описував Дредда так: «надзвичайний персонаж, і він здійснює правосуддя без наймених упереджень». Урбан сам звернувся до продюсерів із пропозицією про свою участь у фільмі. Він визнав цю роль дуже цікавою і незвичною: його герой ніколи не знімає шолом, тож Урбанові потрібно виражати свої емоції без допомоги очей. Свого персонажа він намагався зобразити як звичайну людину на надзвичайно важкій і небезпечній роботі в дикому постапокаліптичному міському суспільстві, де Суддя має проявити максимальну відвагу — ніби пожежник на пожежі чи рятівник під час стихійного лиха. Ця роль вимагала від Урбана великої фізичної підготовки; і актор інтенсивно тренувався, щоб його персонаж виглядав таким собі «звірюгою». Так само чимало уваги він приділив вогневій підготовці: актор освоював володіння зброєю; а також тактичній підготовці: умінню діяти під вогнем, уміння арештовувати зрочинців і штурмувати приміщення із вибиванням дверей. Урбан наполіг на тому, що викрутаси на своєму байкові буде виконувати самостійно — для більшого реалізму. Також чимало зусиль він доклав для створення неповторного Дреддового голосу: у фільмі він розмовляє різким скрипучим тоном, «наче пилка, що ріже кістки» — і це для актора було найважчим завданням.
- Олівія Тірлбі як Суддя Андерсон:

курсант-суддя і генетичний мутант із могутніми психічними уміннями. Її здібності дають їй змогу відчувати емоції інших. Світогляд героїні Тірлбі контрастує із «чорно-білими» поглядами Дредда: Андерсон ніби існує в «сірій зоні, де все підсилюється тим фактом, що їй відомо, що коїться в душі іншого». Актриса також пройшла через інтенсивну програму підготовки із носіння зброї і елементів рукопашного бою, що дало їй змогу виконувати ефектний круговий удар ногою, що посилює ефект достовірності образу могутньої Судді. На створення образу молоденької курсанта продюсерів надихав образ співачки Деббі Гаррі.
- Ліна Гіді як Ma-Ma:

колишня повія, що перетворилася на наркобарона і кримінального авторитета, хто є монополістом із виробництва нового супер-наркотику (Slo-Mo). Райх описав образ Ма-Ми так: «їй плювати, що хтось там думає чи відчуває — і вона діє і поводиться, як собі хоче».  Міркуючи про характер свого героя, Гіді зазначила: «Я гадаю, вона схожа на стару білу акулу, яка лише чекає на те, що хтось більший і сильніший знайде і уб'є її… і вона готова до цього. Насправді, вона й чекати не може, коли це станеться… Вона залежна, тож її смерть уже стоїть за дверима, та ще не постукала у ті двері». Сама Гіді, її харизма і талант, дуже вплинули на метаморфозу образу Ма-Ми у новому фільмі: перед кастингом на цю роль, Ма-Му описували так: «„стара калоша“, нафарбована, пошрамована підтоптана літня жінка, що схильна до ожиріння і депресії» — бо на образ Ма-Ми творців фільму спочатку надихала старенька Патті Сміт, одіозна панк-рок співачка. Та все змінилося із приходом чарівної і талановитої Ліни Гіді: нова Ма-Ма — це обдарована, харизматична, вольова жінка, здатна приймати чоловічі рішення. Прізвисько «Ма-Ма» героїня Гіді отримала від скорочення (у бандитській традиції) імені Маделін Мадриґал (Madelaine Madrigal).
- Вуд Гарріс як Кей:

член клану Ма-Ми. Сам Гарріс описував свого героя як злочинця, хто вважає себе зовсім не гіршим за Суддів. Гаррис сказав: «…Дредд бродить усюди і судить тупо буквально по-закону; а далі він просто валить людей зі свого пістолета, якщо люди поводяться неправильно… Будь-хто, хто йде проти системи у такому страшному світі, — може, у кінцевому підсумку, стати поганим хлопцем. Так що, я думаю, самого себе Кей виправдовує».

### Інші актори
- Домнал Ґлісон як безіменний комп'ютерний експерт клану Ма-Ми, у титрах заявлений як клановий технік, «текі» (англ. «clan techie»);[22]
- Воррік Ґрір (Warrick Grier) як Кейлеб, права рука Ма-Ми;
- Ланґлі Кірквуд як Суддя Лекс, Едвін Перрі як Суддя Альварес, Карл Танінґ як Суддя Чен і Мішель Левін як Суддя Каплан — продажні судді (з малої букви), яких найняла Ма-Ма «за мільйон»;
- Джуніор Синґо як Еймос і Люк Тайлер як Фріл — два хлопчаки, які намагалися протистояти Дреддові;
- Джейсон Коуп як Цвірнер; Джо Вес як Великий Джо і Скотт Спероу як Джафет — члени банди Ма-Ми;
- Френсис Шаулер як Суддя Ґутрі, Деніел Гадебе як Суддя Вольт[23]; Рейкі Айола як Головна Суддя[24];
- ДеОбія Опарей як парамедик Піч Тріз.[25]

## Цікаві факти і «ляпи» фільму
- Суддя Джозеф Дредд — це вигаданий персонаж, чий комікс в антології британської наукової фантастики («2000 AD») є найдовшим; і з'являється цей персонаж, починаючи із другого випуску 1977 року. У самому фільмі жодного разу не згадано ім'я Судді (Джозеф) — лише його прізвище (Дредд); також жодного разу ми не бачимо обличчя Судді Дредда[26].
- Ідеї персонажа Судді Дредда вже понад 30 років, а за мотивами коміксів із його участю було випущено кілька відеоігор і видано понад 20 книг[27].
- Голос Карла Урбана, яким він говорить у ролі Дредда, чимось схожий на голос Клінта Іствуда. Образ Судді Дредда насправді частково змальовано з персонажу Іствуда із серіалу «Сирицевий батіг» (1959—1966): на це вказує назва блоку, у котрому живе Дредд (Роуді Єтс, ім'я персонажу із цього серіалу).
- Верховну Суддю у фільмі також не згадують на ім'я. На вигляд вона може представляти комбінацію із образів двох Верховних Суддей: МакГрудер (McGruder) і Сильвер (Silver); а антураж фільму (стіна навколо міста і меморіал Fergee) вказують на те, що події фільму відносяться до часу в історії Мега-сіті-1, коли МакГрудер уперше була на посаді Головного Судді.
- Блок «Піч Тріз» названо на честь ресторану в Шрусбері: там сценарист Алекс Ґарленд і творець образу Судді Дредда Джон Ваґнер уперше зустрілися, щоб обговорити фільм[26]
- Актор Майкл Б'єн проходив кастинг на головну роль Судді; проте, у результаті, роль дісталася Карлові Урбану.
- Режисера Піта Трейвіса не було допущено до монтажу фільму через творчі розбіжності з продюсерами.
- Від постановки фільму відмовився режисер Данкан Джонс: пізніше британець зізнався, що не сценарій йому не сподобався, а його погляди не збігалися із поглядами продюсерів; офіційно ж він сказав таке: «я точно знаю, яким має бути Суддя Дредд, і сам не зможу його поставити правильно»[джерело?].
- Зйомки фільму стартували 12 листопада 2010 року у південноафриканському Кейптауні і закінчились там же у лютому 2011-го[28].
- Як тільки Дредд і Андерсон заходять у блок «Піч Тріз», Дредд наказує безхатченку іти геть до того часу, як вони повернуться. Важкі захисні заслони опускаються на безхатченка і розчавлюють його. Видно кров. У кінці фільму двері піднімаються — і нема жодних слідів того, що когось тут було розчавлено.
- Наркотик «Сло-Мо» (сленг. «slowmo» від «англ. slow motion», букв. «повільний рух», кінотермін «прискорена кінозйомка»), який уповільнює сприйняття дійсності мозком. «Студія Омікрон» яка займалась озвученням переклали назву наркотику як «Лета».

## Виробництво

### Розробка
Початок розроблення концепції фільму оголошено 20 грудня 2008 року як незалежний проект британської студії «DNA Films». «DNA Films» співпрацювала з торговельною вгенцією «IM Global» з питань продажу дистрибутивних прав на фільм у світі. У вересні 2009 року студія оголосила, що писати сценарій до фільму буде Алекс Ґарленд і що художник коміксів «Суддя Дредд» Jock розроблятиме концепт-арт проекту. Однак, до жовтня 2009 року у фільмі не було режисера. Розвиток розроблювального процесу зрушив із мертвої точки у червні 2010 року — коли оголосили, що Reliance Big Pictures у співпраці з IM Global будуть спільно фінансувати тривимірну версію фільму студії «DNA Films» із $45-мільйонним бюджетом і за розкладом наприкінці 2010 року в місті Йоганнесбург. Також було оголошено, що Піт Трейвіс буде режисером фільму, а Алекс Ґарленд, Ендрю Макдональд і Аллон Райх стануть продюсерами. Спочатку Дункану Джоунсу було запропоновано стати режисером фільму. У вересні 2010 року було визначено, що офіційною назвою фільму буде «Dredd».
Під час Міжнародного кінофестивалю у Торонто (TIFF) у вересні 2010 року фільм залучив $30 млн по всьому світові у передпродажі до того, як фільм навіть вийшов на екрани на фестивалі, залучивши 90 % доступного кіноринку. Продажі включили $7-мільйонну угоду з британським дистриб'ютором Entertainment Film Distributors. 2 листопада 2010 року, «Lions Gate Entertainment» купила дистрибутивні права на «Суддю Дредда» у Північній Америці. Творець «Судді Дредда» Джон Ваґнер виступив консультантом фільму. У 2012 році він підтвердив, що фільм є новою адаптацією коміксового матеріалу і не буде римейком чи перезйомкою невдалої адаптацією 1995 року «Суддя Дредд» із Сильвестром Сталлоне. У липні 2011 року фільм було оголошено до релізу в кінотеатрах із 21 вересня 2012 року в Північній Америці.
Попереднє виробництво (пре-продакшн) почалося з 23 серпня 2010 року компанією «Cape Town Film Studios» у місті Кейптаун, ПАР. На фестивалі San Diego Comic-Con International у липні 2010 року Карл Урбан підтвердив, що йому запропонували роль Судді Дредда і 18 серпня 2010 року це було підтверджено студією «DNA Films» офіційно. У вересні 2010 року студія заявила, що Олівія Тірлбі гратиме роль курсантки-судді з телепатичними здібностями Кассандри Андерсон. Ліна Гіді приєдналася до акторської команди як персонаж-наркодилер Ма-Ма у січні 2011 року.

### Сценарій
Ал — і нема жодних слідів того, що когось тут було розчавленоекс Ґарленд стосовно створеного ним у сценарії персонажа Дредда.
Сценарій Ґарленд розпочав писати ще в 2006 році під час після виробництва (пост-продакшн'а) фільму «Sunshine» і завершив свій перший чорновий варіант, коли знімався фільм 28 тижнів по тому. Ґарлендівський чорновик базувався на історії одного з Дреддових знаменитих ворогів, безсмертного Судді Смерть. Цей попередній сценарій описував історію про те, як «уся система Суддів розкололася»; та ця ідея не сапрацювала, бо сама система в кінематографі «ще не виникла»; тож глядачам, які не читали коміксів про Дредда і про Суддів, потрібно було б наперед багато чого розповісти. Також він вирішив, що кінцівка є занадто сюрреалістичною і неприродною. Перечитавши сценарій, Ґарленд вирішив, що історія має бути сфокусованішою і продуманішою. Натомість сценарист вирішив скористатися уже відомими сюжетами про Дредда, зокрема циклом історій «Демократія» (1986 р.) і «Початок» (див. також: «Origins» (2006 р.). При цьому він вирішив скоротити їхні затягнуті, сказати б, епічні мотиви, щоб виписати коротку, «сучасну» глядачеві казку про Суддю Дредда і його діяльність як правозахисника у антиутопічному Мега-сіті-1. Стосовно ж самого Дредда, то слід сказати, що Ґарланд наблизив його персонажа до Дредда з коміксів, лише незначно «підмалювавши» його. Ґарленд якось сказав: «Я не певний, що із Дреддом може статися щось таке, щоби цілком змінило риси його характеру; проте одна виразна зміна усе ж із ним сталася у ході фільму. На початку фільму він формулює свій чіткий принцип, якому його поведінка суперечитиме наприкінці фільму [мовиться про те, що „Андерсон негідна бути Суддею“ на початку фільму і „вона склала“ наприкінці — Авт.]. Це ніби відбувається зсув ґрунту: повільно, але невідворотно». Алекс Ґарленд навмисно зробив так, що за традиційною схемою розвивається у фільмі характер персонажа Андерсон, щоб компенсувати постійність Дредда.
Обговорюючи постановку фільму усередині одного будинку (хмарочос «блок Піч Трі» [букв. «Персикове дерево», хоча рослинності у місті зовсім немає — Авт.]), сценарист зазначав, що цей двохсотповерховий хмарочос є «ніби мікро-місто… і ви можете жити все життя і померти у цьому хмарочосі [не виходячи на вулицю — Авт.]». Він також вказував, що це відповідає Ваґнерівським поглядам на те, що всесвіт Дредда має відповідати сучасним поняттям про способи життя у місті. Саму назву хмарочоса «The Peach Tree» Ґарленд запозичив із назви ресторану, де він уперше зустрів Ваґнера. Тісний кошторис не дозволив сценаристу педставити деякі коміксівські аспекти Мега-сіті-1, такі як роботи і чужі. Задумувалося, що під час виробництва фільму сценарист надсилав би деякі діалоги Ваґнерові для перегляду і виправлень, які потім би іще виправив Карл Урбан під час виконання ролі Судді Дредда.

### Дизайн
Творці фільму вирішили, що Дредд має бути гнучким і швидким, наче боксер — на противагу попередньому образові «стероїдного качка» Сталлоне. Уніформа Дредда відрізняється від коміксового варіанту; орлоподібну «американську» накладку на плечі було прибрано, щоб наголосити на функціональності обладунку Судді і надання його образові відчуття реалізму. Алекс Ґарланд сказав: «Якщо сліпо скопіювати уніформу із комікса [і перенести такого Суддю на реальну вулицю — Авт.], то такий Суддя матиме серйозні проблеми, коли отримає кулю у живіт. Дредд постійно на передовій — тож йому потрібний надійний захист». Строго відповідно до коміксу, Дреддового обличчя, за винятком губ, ніколи не видно глядачеві — бо він ніколи не знімає свого шолома від самого початку фільму. Урбан наголосив: «Суддя має виглядати обезличеним представником закону, я гадаю, що це частина його еніґми …  Ви б не досиділи до кінця вестерну Серджо Леоне і сказали б: „Тю, я навіть не знаю імені цього персонажа!“ Тут же це неважливо!».
Дреддова зброя, відома під гордою назвою Праводавець (англ. Lawgiver [зброя Судді має ім'я, а не назву моделі — Авт.]) було розроблено як повністю функціональна зброя на основі 9 мм вогневої системи, здатної стріляти як у автоматичному, так і напівавтоматичному режимі. Його мотоцикл Правовстановлювач (англ. Lawmaster [у фільмі не згадується, просто «байк» — Авт.]) — це модифікований мотоцикл (500см3). До модифікацій увійшли: обтічник, кулементна система, розширена колісна база і найбільші шини, які використовують у реальності. Транспортний засіб є абсолютно придатний до ужитку, а Карл Урбан наполіг на тому, щоб особисто його пілотувати, а не використовувати візуальну технологію хромакей. Ваґнер наполягав на необхідності адаптації джерельного матеріалу і сказав, що спроба адаптувати у фільмі 1995 року була невдалою, оскільки управляти мотоциклом із такими великими шинами, як у коміксі, було неможливо.
Ґарланд і керівник відділу відеоспецефектів Джон Там почали обговорювати концепцію ефектів «Сло-Мо» іще в 2009 році, під час зйомок фільму «Ніколи не відпускай мене». Їм потрібно було створити щось надзвичайне, що б ілюструвало ефект від вживання галюциногенного наркотику. Цей ефект би показував нереальність відчуттів протягом усієї дії наркотику. Вони продовжували експериментувати із модифікацією спецефектів аж до закінчення періоду пост-виробництва (пост-продакшн), включаючи настройку кольору, насиченість кольору, зображення кадру і рух камери. Ґарланд сказав, що на концепцію спецефектів його надихнула природа документальних фільмів, які використовували високошвидкісний фотографії, щоб зафільмувати рух тварини у сповільненій зйомці. Він сказав, зокрема: «Ви бачите, як кит або акула рухають маси води … потім перестаєте думати про тварину, бо вас так захоплює картинка того, … як краплі води злипаються, доторкнувшися одна до одної. Таким же чином, як і у справжньому [наркотичному] польоті, людина ніби виходить із себе, але при цьому лишається в межах свого тіла». Звичайно ж, офіційно він поставив під сумнів естетику знімального процесу, який стосується сцен із насиллям. Він сказав: «Чи можемо ми поставитися до цього як до абстрактного мистецтва, бо воно реально виглядає красиво? …адже це естетично довершено, навіть коли куля прошиває комусь щоку, чи голова чиясь розбивається об бетон».

### Зйомки
Зйомки почалися 12 листопада 2010 року в Кейптауні, ПАР, із початковим бюджетом у $45 млн. Вони тривали приблизно 13 тижнів, монтаж спецефектів зайняв більше 7 тижнів. Локаціями для фільмів обрали Йоганнесбурґ і Кепртаун.  Фільм було знято на цифрову камеру і переважно у 3D, використовуючи обладнання »RED MX", «SI2K» і «Phantom Flex» високошвидкісні камери. Було використано кілька камер, які знімали із різних кутів, коли знімали сцени «ефекту „Сло-Мо“». Деякі 2D-елементи потім конвертували у 3D у ході пост-продакшн.
Співзасновник «DNA Films» залучив до роботи над фільмом Ендрю Макдональда, британського кінооператора Ентоні Дода Ментела, що відомий роботами з використанням цифрової камери. Для Макдональда це був перший досвід фільмування у 3D-форматі. Творці фільму хотіли зробити із «Судді Дредда» дуже реалістичну історію із «фізіологічно-правдивими» елементами; тому натхнення собі черпали із кримінальних і гангстерських фільмів. Для сцен «ефекту „Сло-Mo“» Ментл поставив за мету створити прекрасні, проте нереальні оманливі образи.
Мега-Сіті-1 і його хмарочоси було створено кейптаунським відділенням «Film Studios». Для зйомок ключової сцени, у якій Ма-Ма і її банда вбивають кулеметами сотні людей у спробі поцілити у Суддю Дредда, знадобилося 10 днів фільмування — і 8 дублів на самій студії і поза нею.  Ментл сам сконструював кілька нових пристроїв для зйомок із дуже близької відстані. Описуючи естетику, якої він хотів досягти, він сказав: «Я хочу досягти якнайбільшої мальовничості. Якщо ми все вірно зробимо — ми досягнемо рівня стилістики фільмів »Той, хто біжить по лезу" і «Механічний апельсин»«.» Алекс Ґарланд увесь час був присутнім на зйомках; Карл Урбан постійно звертався за порадами не до Трейвіса, а до Ґарланда.

### Пост-продакшн

Остаточний концепт-арт міста, створений художником зі спецефектів Нілом Міллером; Піч Тріз ліворуч. Хмарочоси («мікро-міста») розташовано окремо одне від одного, щоб наголосити на їхньому розмірі у порівнянні з деталями між ними; це підкреслює колосальні розміри Мега-Сіті-1.

Творці фільму експериментували з візуальними ефектами Мега-Сіті-1, включаючи дизайн і розміщення хмарочосів. Вони вирішили, що розмноження за допомогою комп'ютера коміксівських блоків, що стоять близько одне до одного, спричинять візуальний ефект, ніби блоки виглядають іграшковими. Замість цього вони створили багато вільного місця навколо хмарочоса, цим самим наголосили на колосальній його висоті; також вони навовнили місто автомобілями, мостами, дорогами й іншими деталями, що виходять за межі картинки — цим самим створивши ефект сягання міста до горизонт. 7 жовтня 2011 року газета «Los Angeles Times» надрукувала, що Трейвісу заборонено брати участь у монтажі, що викликало творчі непорозуміння між продюсерами і виконавцями проекту. Алекс Ґарланд узяв на себе процес керування монтажем; його вклад розцінили як суттєвий, щоб у титрах зазначити його співрежисером — ситуація виглядає дуже дивною, бо він ніколи не режисував фільм раніше і не керував жодними зйомками. Непорозуміння виникло через те, що не було схвалено матеріалу, який нафільмував Трейвіс. Проте, хоча Трейвіса і було усунуто від режисерського процесу, він наглядав за розвитком створення фільму. 10 жовтня Трейвіс і Ґарланд зробили спільну заяву, що вони домовилися про таку «специфічну співпрацю» іще до початку виробництва фільму; і що Трейвіс, як і раніше, бере участь у фільмі; і що Ґарланд не прагне посади співрежисера.

### Музика
Для 3D-версії «Дредда» потрібно було знайти особливого композитора. Зупинилися на Полі-Леонарді Морґані, творцю саундтрека для фільму-наркодрами «Limitless» Бредлі Купера. Композитор Морґан також відомий як хауз-композитор для всіх 50 епізодів телесеріалу 2006—2011 р.р. «Привиди» (англ. «Spooks»).
Пол-Леонард Морґан написав саундтрек до фільму у стилі індастріал. Морґан створив музику, щоб вона відповідала футуристичному стилю фільму. Він спочатку спробував працювати з оркестром, проте зрештою вирішив, що це звучить дуже камерно і не відповідає духові фільму. Тому він звернувся до електронної музики і скористався синтезаторами у стилі 1980-х, осучаснивши її модерновими модулями, наклав на музичні теми спотворення і інші звукові спецефекти — і в результаті отримав різні цікаві комбінації мотивів у стилі індастріал і хауз. Леонард Морґан сказав: «Я сподівався створити безсмертний саундтрек, який не можна прив'язати до будь-якої ери. Отож, я зупинився на перехресті сучасної танцювальної музики і мотивів, які навіюють спогади всім». Для сцен, які зображають ефект впливу на свідомість наркотику «Сло-Мо», він писав нову музику з реальними інструментами, а потім уповільнював мелодію на тисячі процентів, щоб вона відповідала зображенню на екрані, тож 1 секунда його композиції могла тривати 10 хвилин. Потім він наклав на це додаткову композицію в реальному часі на уповільнену мелодію.

##### Саундтрек
Саундтрек на диску включає лише 22 композиції написані власне Полом-Леонардом Морґаном. Саундтрек випустила компанія «Metropolis Movie Music» у США 18 вересня 2012 року у MP3-форматі для скачування. Аудіо-CD випускала фірма «Universal U.K.», імпорт доступний із 9 жовтня 2012 року. Додаткові пісні інших виконавців не включено до аудіо-CD.
| #     | Назва                                                         | Тривалість |
| ----- | ------------------------------------------------------------- | ---------- |
| 1.    | «Вона склала» ("She's a Pass")                                | 3:16       |
| 2.    | «Мега-Сіті-1» ("Mega City One")                               | 3:13       |
| 3.    | «План» ("The Plan")                                           | 2:37       |
| 4.    | «Повстання Ма-Ми» ("The Rise Of Ma-Ma")                       | 1:55       |
| 5.    | «Тема Андерсон» ("Anderson's Theme")                          | 2:37       |
| 6.    | «Ув'язнення» ("Lockdown")                                     | 2:46       |
| 7.    | «Загнані в кут» ("Cornered")                                  | 2:17       |
| 8.    | «Утеча Кея» ("Kay Escapes")                                   | 3:17       |
| 9.    | «Кулемети» ("Mini-Guns")                                      | 2:02       |
| 10.   | «Невизначений простір» ("Undefined Space")                    | 1:17       |
| 11.   | «Погані судді» ("Bad Judges")                                 | 2:03       |
| 12.   | «Час правосуддя» ("Judgment Time")                            | 1:52       |
| 13.   | «У сховку» ("Hiding Out")                                     | 2:23       |
| 14.   | «Порядок посеред хаосу» ("Slo-Mo")                            | 1:16       |
| 15.   | «Наркотик»                                                    | 1:27       |
| 16.   | «Приборкання "Піч Тріз"» ("Taking Over Peach Trees")          | 1:27       |
| 17.   | «Кінець» ("It's All A Deep End")                              | 2:20       |
| 18.   | «Суддя, Лава присяжних і Кат» ("Judge, Jury and Executioner") | 2:18       |
| 19.   | «Останнє бажання» ("Any Last Requests")                       | 3:25       |
| 20.   | «Ти готова» ("You Look Ready")                                | 1:38       |
| 21.   | «Реквієм по Ма-Мі» ("Ma-Ma's Requiem")                        | 3:37       |
| 22.   | «Апокаліптична пустеля» ("Apocalyptic Wasteland")             | 2:24       |
| 51:36 |                                                               |            |

Фільм, окрім оригінального саундтреку, також включає пісні: «Отруйний поцілунок» (анг. «Poison Lips») від Vitalic; «Подвійний крок» (англ. «Dubstride») Єнна МакКаллаха (Yann McCullough) і Джемми Кікс (Gemma Kicks); «Курильниця» (анг. «Snuffbox») від Мета Беррі; «Понтіачний місяць» (анг. «Pontiac Moon») Роберта Джей Волша (Robert J. Walsh) і «Ювілей (Не дай нікому збити тебе з путі)» (анг. «Jubilee [Don't Let Nobody Turn You Around]») від Боббі Вомака.

### Маркетинг

Білбоард фільму у США

Перші зображення з фільму було показано 19 листопада 2010 року. У серпні 2012року було запущено вірусний сайт «Доповідь Дредда» («Dredd Report»), сатирична алюзія на відомий у США сайт «Drudge Report» (англ. «Звіт про важку роботу»). У сайті міститься відео, що засуджує вживання наркотику «Сло-Мо», і посиланняня на новини про фільм.
Також було випущено новий комікс-прив'язку до фільму; його сюжет є приквелом до фільму, він розповідає про життя повії Маделін Мадриґал і її конфлікт з сутенером Лестером Ґраймзом. Маделін зав'язує стосунки із чоловіком на ім'я Ерік, який створює «Сло-Мо» (скорочення від англ. «Slow Motion», букв. «уповільнений рух»). Ґраймз убиває Еріка за втручання того у свій бізнес і спотворює обличчя Маделін жахливим шрамом за нелояльність. Маделін Мадриґал жорстко карає Ґраймза за своє каліцтво (каструючи того зубами) — і захоплює його бізнес. Так з'являється Ма-Ма (прізвисько, що складається із перших складів імені Маделін Мадриґал) — яка бере виробництво наркотику під власний контроль.
Комікс було написано Метом Смітом (редактором британського коміксу «Judge Dredd Megazine») і намальовано художником Генрі Флінтом (британська серія фантастичного коміксу «2000 AD»); побачив світ комікс 5 вересня 2012 року.
Компанія «Lionsgate» напередодні показу фільму у США розмістила білбоарди на дорогах США і в громадських місцях. Боарди у стилі графіті розповідали про дату прем'єри фільму. Для Нью-Йоркців такі постери було розміщено у метро.

## Реліз
Прем'єра «Судді Дредда» відбулася на фестивалі «San Diego Comic-Con International» (SDCC) 11 липня 2012 року. Також фільм було показано на Міжнародному кінофестивалі в Торонто 6 вересня 2012 року і на фестивалі «Fantastic Fest» у кінці вересня 2012 року. Для широкого загалу у кінотеатрах фільм демонстрували з 7 вересня 2012 року у Великій Британії, а починаючи з 21 вересня — в Україні і решті країн світу.

### Касові збори
«Суддя Дредд» заробив більше $17,52 млн на міжнародних показах і $13,42 млн у Північній Америці, разом — $36,097 млн. У Великій Британії «Суддя Дредд» зібрав £1,05 млн. ($1.7 млн) у 415 кінотеатрах за перший тиждень. Це зробило фільм першим місцем за касовими зборами за тиждень серед фільмів для вікової категорії «після 18 років» після «Пила-7» в 2010 році. На другий тиждень фільм посів п'яту сходинку, заробивши £769,38 тис. У Північній Америці пре-реліз фільму дозволив прогнозувати збори у розмірі $8—10 млн під час першого тижня прокату з огляду на рейтинг «фільму для дорослих» і погану репутацію фільму-адаптації 1995 року. Фільм у дійсності приніс творцям $2.2 млн за перший день і закінчив тиждень на шостому місці, зібравши $6.3 млн у 2,5 тисячах кінотеатрів — у середньому $2,514 на кінотеатр. За перший тиждень фільм відвідало 69 % людей старше 25 років і 75 % глядачів були чоловіками.
Негативну різницю між кошторисом фільму і касовими зборами можна зрозуміти. Для шанувальніків коміксу фільм буде розчаруванням: це реалістична картина про світ, яким би він був, якби Судді існували. Однак, суттєво «підрізало» відвідуваність фільму навіть не погане сприйняття аудиторією рімейку 1995 року, а швидше те, що американці традиційно не ходять на іноземні фільми. $13,5 млн для кількасотмільйонного населення США виглядає як бойкот британського фільму американськими глядачами.
На території СНД фільм зібрав трохи більше $4 млн; в Україні ж — не дотягнув навіть до мільйона. Це пояснюється у цілому невисоким рейтингом оцінок першого фільму та малим ознайомленням вітчизняних глядачів із коміксами-першоджерелами.

### Критичні відгуки

#### Англомовні рецензії

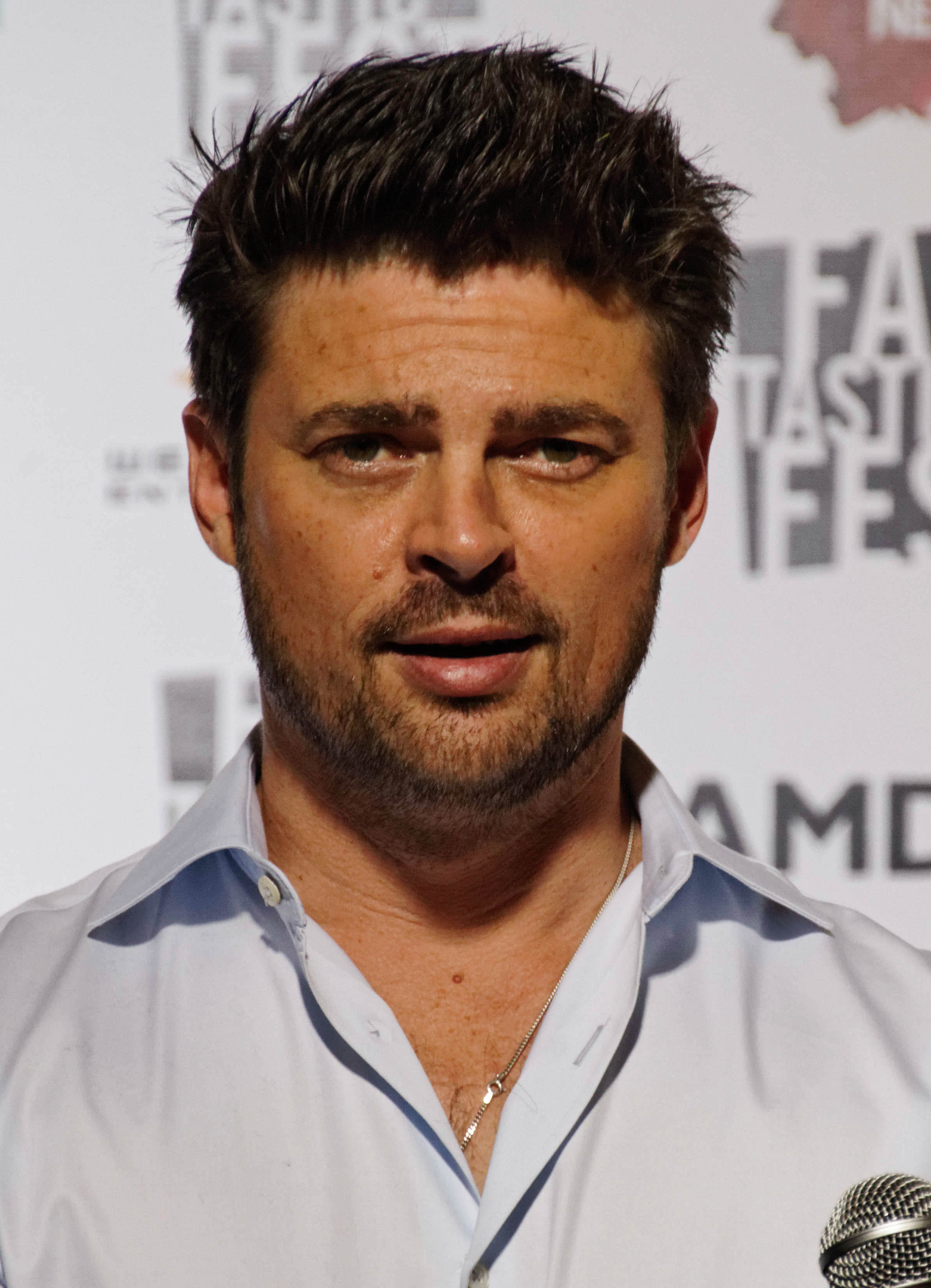
Карл Урбан підтримує промоушн фільму на фестивалі «Fantastic Fest-2012». Критики високо оцінили акторську гру Урбана.

Фільм отримав 77 % схвальних відгуків серед 125 рецензій, а також здобув зважений рейтинг 6,5 із 10, на вебсайті «Rotten Tomatoes»; словесною оцінкою фільму було таке формулювання: «Насичений шаленим насильством і вражаючими спецефектами, сповнений самосатири і незворушного гумору, „Суддя Дредд“ є рідким прикладом римейка, який насправді удався». Сейт «Metacritic» присудив фільмові рейтинг 59 зі 100 на основі оцінки його 29-ма критиками, що дали «зважені або змішані» відгуки.Фірма «CinemaScore» провела опитування серед глядачів США і виявила, що середня оцінка фільму — «В» у шкалі оцінок від «А+» до «F».
Прем'єра «Судді Дредда» на фестивалі 2012 Comic Con International-2012 отримала схвальні відгуки. Розважальний сайт «IGN» нагородив фільм рейтингом 8 із 10, зазначивши: «Картина про Суддю Дредда — головним чином про тип кіногероя, який увесь складається із насилля і екшена; і ми не бачимо іншого способу знову відкрити його для глядача, як запросити всіх до кінотеатру». Щоденний сайт-новинар незалежної кіноспільноти «IndieWire» вказує: «що стосується Судді Дредда — чи то Карлові Урбанові дістався кращий персонаж, аніж мав Сильвестр Сталлоне, чи просто Урбан має краще уявлення про те, що робить перед камерою, та актор продовжує вирізнятися серед інших як універсальний виконавець, який надає мінімальній міміці максимального емоційного значення». Крис Г'юітт (Chris Hewitt) із британського журналу про кіно «Empire» віддав фільмові 3 зірки з 5-ти. Він високо оцінив Дредда у виконанні Урбана як рису, через яку фільм стає «абсолютно, неспростовно правильним… незворушно-(по-дреддівськи) чарівним — персонаж Дредда стабільний, не змінюється внутрішньо протягом фільму і непорушний у праведності… не раз ми сміємося із його наївної простоти і незговірливості… це роль, до якиї треба ставитися дуже обережно, і (на щастя) Урбан із нею впорався прекрасно». Г'ювітт також назвав персонаж Тірлбі чарівним, а стосовно усього фільму — що це «солідна, місцями зразкова робота, а підборіддя Урбана [у фільмі не бачимо усього обличчя актора — Авт.] вражає особливо». Джофф Беркшир (Geoff Berkshire) із американського щотижневика «Variety» позитивно протиставляв фільм римейку 1995 року. Картину він назвав «похмурою, брудною і переповненою насиллям», назвав Дредда «задирою, що заводиться з кількох слів», а Урбан «виконав прекрасну роботу, зображаючи епічні якості Дредда як праведного правозахисника, із яким жоден негідник не захоче сперечатися». Він також високо оцінив Тірлбі за внесення емоційної складової у фільм і сказав: «одна з найбільш захоплюючих складових фільму — спостерігати, як Тірлбі легко балансує на межі конфлікту між нещадними обов'язками Судді і жалісливим розумінням психології своїх жертв».
Даррен Френіш (Darren Franich) із американського журналу «Entertainment Weekly» зазначив, що фільм є «похмурою, смішною, просякнутою кров'ю метушнею» і безапеляційно «нагородив» Урбана суб'єктивними оцінками за його «недостовірну гру, яка полягає здебільшого у використанні скрипучого, клінтіствудоподібного голосу — і його ж типу підборіддя». Стивен Делтон (Stephen Dalton), оглядач із реінкарнованого часопису «The Hollywood Reporter», більш обґрунтовано вказує, що «чорний, іронічний, дуже британський гумор із оригінального коміксу» значною мірою відсутній у фільмі, а обмежена кількість локацій може розчарувати фанів книжного варіанту цієї історії. Делтон також гадає, що гра Урбана, така близька до книги, усе ж була невдалою. У цілому ж, однак, Делтон заявив, що "витворений на належному рівні, щоб догодити шанувальникам оригінальної версії твору, та і все ж привабливий і достатньо зрозумілий, ["Суддя Дредд"] виглядає як розумний і сильний додаток до жанру науково-фантастичного екшену". Фелім О'Ніл (Phelim O'Neill) із британської газети «Ґардіан» ушанував фільм 4-ма зірками із 5-ти. Оглядач високо оцінив гру Урбана, говорячи: «Сутність Дредда полягає у тім, що він є майже антигероєм: він не змінюється і не вчиться нічому, його закуто в цей „образ без его“ половиною обличчя, що виглядає з-під шолома». О'Нілове ревю сфокусовано на критиці інших адаптацій творів, які змінюються, коли сюжет твору переноситься на кіноплівку; О'Ніл зазначає, що новий «Суддя Дредд» уникає такої долі, стверджуючи: «Це тріумф „Судді Дредда“ посеред світу решти невдалих адаптацій».
Багато американських газетних критиків прохолодно зустріли картину. Марк Олсен (Mark Olsen) із «Лос-Анджелес таймс» назвав «Сюдду Дредда» «бойовичком… який просто видається монотонною серією сутичок поганих хлопців». Френк Лавіс (Frank Lovece) із «Ньюздей» описув картину як «бездушно твердий… Всі словечки „крутого хлопця“ і цинізм без натяку на почуття гумору — це дивні риси, притаманні усім коміксам щотижневого журналу „2000 AD“ із 1977 року», це значною мірою іронія, «висміювання історій типу „Робокоп“». Кайл Сміт, кінокритик із більш-менш консервативної газети Нью-Йорк Пост, тим не менше, висловився про способи правозахисту у фільмі як неприйнятні: «Передбачається, що правосуддя має бути сліпим; та у цьому випадку, я гадаю, Правосуддя безвідповідальне. …Нас примушують повірити, що Дредд і Ко стоять між нами і хаосом, та головним злочином у фільмі визнається усього-навсього пристрасть „лиходіїв“ до наркотику „Сло-Мо“, який примушує час уповільнюватися до 1 % від його нормального плину (що має місце разів чотири на увесь оцей нудний фільм із повторюваним сюжетом).» Стівен Вітті із газети «Стар-Леджер» запитує: «Що у біса тут відбувається? Стара запліснявіла гра понять у „роби так“, „а так не роби“, бо якщо „не так — то буде лихо“ (коротше, людей поставлено перед вибором: або ти злочинець у анархічному світі —, або ти приймаєш правила гри фашистського суспільства)? Стара казочка про давно забуту сталінську систему у бличкучій нацистській обкладинці?»
Відеоефекти і уповільнені кадри, що зображають дію вигаданого наркотику «Сло-Мо» здобули всезагальне схвалення. Беркшир сказав, що пони є помітними і «захоплюючими» через «вражаюче застосування 3D». Г'юітт оцінив візуальні ефекти як «справді сюрреалістичні бризки насиченості кольору, що… не дають спокійно усидіти на місці, коли вони з'являються. Використання 3D-ефектів у фільмі є часто надзвичайно прекрасними (включаючи оформлення титрів), і це сцени з ефектом „Сло-Мо“ дійсно живі». Делтон назвав візуальні ефекти фільму «такими, що постійно вражають уяву; стиль фільму більше перегукується із культовими картинами „Район № 9“ або „28 днів потому“, аніж зі стандартними голлівудськими блокбастерами на основі коміксу». Стосовно роботи Дода Мантлі, Делтон сказав: «Його перший досвід у 3D — це пожежа насичених кольорів, чудові передні плани з близької відстані з високою роздільною здатністю і сяючим уповільненим відеорядом». "
Творець «Судді Дредда» Джон Ваґнер розкритикував римейк 1995 року, проте позитивно висловився про «Суддю Дредда»-2012. Він указує: «Мені сподобався фільм. Це було, на відміну від першого фільму, правдивою репрезентацією Судді Дредда… Карл Урбан став чудовим Дреддом і я був би більше, ніж щасливим, бачити його у продовженні. Олівія Тірлбі стала прекрасною Андерсон… Герої і сюжет фільму — це чистий Дредд».

#### Українські рецензії
Redder із сайту «kinofilms.ua» зауважив: «Чисто візуально — там суцільний екшен, вибухи, стрілянина, кровище, прострелені тушки [злочинців] і ковані чоботи протагоніста — хто розмірено крокує крізь [оцей] рукотворний хаос. За звучанням — там потужний індастріал на передньому плані, стогони, крики і громоподібний голос фірмової Дреддової зброї „Праводавець“ на задньому… Актори стараються щосили (проте у межах розумного: не тягнуть ковдру на себе за мега-системою Станіславського, а відіграють кожен свій характер). Тому Ліна Гіді вийшла зразковою психопаткою; Дредд — похмурим костоломом і убивателем, не гіршим за Термінатора: із лінійною машинної логікою і важкуватим гумором… Кассандра (Тірлбі), на мою думку, тут схожа на юну Скарлетт Йоганссон, наче сестра-близнюк. Що, власне, фільмові лише на користь…» Важко погодитися із оглядачем у тому, що: «Смислу у фільмі особливого нема…», проте і важко сперечатися, що «…виглядає все дуже здорово, бадьоро, стильно і у міру криваво. Зразковий осінній бойовик, шанувальникам жанру — дивитися рекомендую настійливо».
«Легендарний комікс, легендарна комп'ютерна гра, легендарний фільм 1995 року зі Сталлоне і багато всього легендарного з дитинства і 90-х знову оживе у форматі 3D і під керівництвом Піта Трейвіса. Попередній його відомий фільм „Точка обстрілу“ було критиками розгромлено, але в бокс-офісі себе більш ніж окупив. Приблизно того ж, начебто, варто очікувати і від його „Судді Дредда“, але поки лунають лише позитивні відгуки», — так анонсував фільм редактор інтернет-сайту «afisha.tochka.net» Олексій Педосенко 20 вересня 2012 року.
У інтернет-часописі «www.delfi.ua» до статті Барбари Ситник читаємо відгуки: «Сюжет картини „Суддя Дредд 3D“ прописано досить чітко і, на диво, логічно як для екранізованого коміксу»; «На диво, „Суддя Дредд 3D“ не виявився черговим лише технічно осучасненим варіантом старого доброго бойовичка. Цей атмосферний, дуже похмурий і агресивний фільм — найкраща перевірка глядача на любов до жорсткого чоловічого кіна»; «„Суддя Дредд“ — це стильне, потужне, видовищне кіно, яке, безумовно, викарбується у пам'яті. Детально пророблена картинка і надпотужний саундтрек створюють відмінний, атмосферний бойовик»; «Піт Трейвіс зняв похмурий, брутальний і жорстокий бойовик про майбутнє людства: мерзенне на вигляд, але ще більш огидне „на дотик“. …дію у фільмі поставлено дуже добре: перестрілки виглядають ефектно, так само як і рукопашні бої. 3D у фільмі достатньо; але воно до ладу і не ріже око, як це часто буває у таких картинах… Підсумок: добре скроєний, міцно збитий бойовик-трилер, який однозначно варто подивитися».
У «Кіноблозі» від 2 жовтня 2012 року автор-інкогніто із ніком Вадим проголошує: «На відміну від стрічки 1995 р. зі Сталлоне, ця версія не може похвалитися великим бюджетом, але вона ближча за інтонацією до першоджерела — англійських коміксів, ніж до традиційних голлівудських блокбастерів. Наприклад, цього разу головний герой протягом усього фільму не знімає шолом — саме так це виглядало на папері. У нього немає помічника-жартівника. І хоча у кадрі майже весь час присутня симпатична блондинка, жодного натяку на романтичну лінію глядач не дочекається. …Карл Урбан мужньо зробив те, від чого свого часу відмовився Сталлоне, — грав увесь фільм у шоломі. У результаті його акторське завдання звелося до рухів щелепою — є, звичайно, ще голос, але лише для тих, хто буде переглядати стрічку в оригіналі». Далі автор робить доволі суб'єктивний висновок про те, що в Урбана безсоромно «…картину, фактично, краде Олівія Тірлбі у ролі його молодої напарниці з сильними екстрасенсорними здібностями». Проте, авторський присуд, у кінцевому підсумку, оскарженню не підлягає: «…недорогий, проте вірний духу першоджерела кінокомікс з продуманим екшном і непогано підібраними акторами. У принципі, має шанс сподобатися усім любителям бойовиків»

### Home media
Реліз фільму на DVD, Blu-ray і для скачування відбувся з 8 січня 2013 року. Видання Blu-ray містить 2D- і 3D-версії фільму. А обидві DVD- і Blu-ray-версії дисків — містять комікс-мультфільм «Суддя Дредд» із приквелом до художнього фільму 2012 року і сім короткометражних фільмів: «Mega-City Masters: 35 років Судді Дредду», «День хаосу: Візуальні ефекти фільму „Суддя Дредд“», «Суддя Дредд»; «Обладунки Дредда», «Третій вимір» і "Ласкаво просимо в «Піч Тріз».

## Сиквел
На зборах кінематографістів «London Film and Comic Con» у липні 2012 року Алекс Ґарланд сказав таке: північноамериканські касові збори «Судді Дредда» у розмірі $50 млн, потенційно, стимулюватимуть продовження «Судді Дредда». Також продюсер запевнив, що він виношує плани трилогії із другим фільмом, присвяченим початку історії про Дредда і про його місто; а третій фільм представить аудиторії антипода Дредда: умертв'я Суддю Смерть (англ. Judge Death) і його Темних Суддів (англ. Dark Judges). У серпні 2012 року Ґарланд також згадав про майбутню можливість телесеріалу «Суддя Дредд» як далеку перспективу. А у вересні 2012-го він представив концепцію телесеріалу, яка буде базуватися на британських коміксах про Дредда — «Початок» (англ. «Origins») і «Демократія» (англ. «Democracy») із новими персонажами: Суддєю Келом і Чоппером (Королем графіті). Він також сказав, що він буде дотримуватися концепції, відповідно до якої Суддя Дредд є втіленням «фашистських ідей». Того ж вересня продюсер Ендрю Макдональд оголосив, що наступні фільми буде створено у партнерстві зі студією «IM Global» і зйомки відбудуться, найімовірніше, у Південній Африці.

## Україномовне озвучення
Вперше з україномовним багатоголосим озвученням з'явилося у 2012 році від студії Омікрон на замовлення спільноти Toloka.